# Прапор Карачаєво-Черкесії

Прапор Карачаєво-Черкеської Республіки є державним символом Республіки Карачаєво-Черкесія. Прийнятий Парламентом Карачаєво-Черкесії 3 лютого 1994 року.

## Опис
Державний прапор Карачаево-Черкеської Республіки є полотнищем з трьох рівновеликих горизонтальних смуг: верхньої — світло-синього, середньої — зеленого і нижньої — червоного кольорів. У центрі полотнища — світле коло (кільце), в якому — висхідне із-за гір сонце з п'ятьма широкими здвоєними і шістьма тонкими і короткими променями.
- Відношення ширини прапора до його довжини — 1:2.